# Kanton Seyssel (Haute-Savoie)
Der Kanton Seyssel war von 1860 bis 2015 ein französischer Wahlkreis im Département Haute-Savoie in der früheren Region Rhône-Alpes. Er umfasste elf Gemeinden; sein Hauptort (frz.: chef-lieu) war Seyssel. Die landesweiten Änderungen in der Zusammensetzung der Kantone brachten im März 2015 seine Auflösung.
Dieser Kanton ist nicht zu verwechseln mit dem gleichnamigen Kanton im Département Ain, der unmittelbar angrenzt, aber auf der anderen Seite der Rhone liegt.

## Gemeinden
| Gemeinde                 | Einwohner Jahr | Fläche km² | Bevölkerungsdichte | Code INSEE | Postleitzahl |
| ------------------------ | -------------- | ---------- | ------------------ | ---------- | ------------ |
| Bassy                    | 430 (2013)     | 7,6        | 57 Einw./km²       | 74029      | 74910        |
| Challonges               | 496 (2013)     | 7,9        | 63 Einw./km²       | 74055      | 74910        |
| Chêne-en-Semine          | 414 (2013)     | 9,5        | 44 Einw./km²       | 74068      | 74270        |
| Clermont                 | 412 (2013)     | 7,0        | 59 Einw./km²       | 74078      | 74270        |
| Desingy                  | 813 (2013)     | 18,9       | 43 Einw./km²       | 74100      | 74270        |
| Droisy                   | 160 (2013)     | 4,6        | 35 Einw./km²       | 74107      | 74270        |
| Franclens                | 508 (2013)     | 5,4        | 94 Einw./km²       | 74130      | 74910        |
| Menthonnex-sous-Clermont | 655 (2013)     | 10,1       | 65 Einw./km²       | 74178      | 74270        |
| Seyssel                  | 2276 (2013)    | 16,7       | 136 Einw./km²      | 74269      | 74910        |
| Saint-Germain-sur-Rhône  | 452 (2013)     | 7,9        | 57 Einw./km²       | 74235      | 74910        |
| Usinens                  | 375 (2013)     | 7,6        | 49 Einw./km²       | 74285      | 74910        |